# Arçais
Arçais – miejscowość i gmina we Francji, w regionie Nowa Akwitania, w departamencie Deux-Sèvres.
Według danych na rok 1990 gminę zamieszkiwało 560 osób, a gęstość zaludnienia wynosiła 37 osób/km² (wśród 1467 gmin regionu Poitou-Charentes Arçais plasuje się na 512. miejscu pod względem liczby ludności, natomiast pod względem powierzchni na miejscu 573.).